# Wish Upon a Christmas
Wish Upon a Christmas is een Amerikaanse film uit 2015, geregisseerd door Terry Ingram.

## Verhaal
Een bedrijfsactuaris keert terug naar haar oude geboortestad om een fabriek te sluiten. De eigenaar is haar jeugdliefde van de middelbare school die denkt dat ze gekomen is om de fabriek te redden. Misschien kan een beetje kerstmagie de dag redden.

## Rolverdeling
- Larisa Oleynik - Amelia
- Aaron Ashmore - Jesse
- Linda Darlow - Betsy
- Kevin McNulty - Mr. Tomte
- Terence Kelly - Ben
- Christie Laing - Rachel
- Karen Holness - Rebecca
- Dee Jay Jackson - Police Officer
- Winnie Hung - Busy Coworker
- Graeme Duffy - Leering Worker
- Gabe Khouth - Mall Santa
- Lisa Chandler - Kara
- Dylan Kingwell - Danny
- Alan Thicke - Mr. Pierce